# Carcen-Ponson
Carcen-Ponson is een gemeente in het Franse departement Landes (regio Nouvelle-Aquitaine) en telt 566 inwoners (1999). De plaats maakt deel uit van het arrondissement Dax.

## Geografie
De oppervlakte van Carcen-Ponson bedraagt 37,5 km², de bevolkingsdichtheid is 15,1 inwoners per km².
De onderstaande kaart toont de ligging van Carcen-Ponson met de belangrijkste infrastructuur en aangrenzende gemeenten.

## Demografie
Onderstaande figuur toont het verloop van het inwonertal (bron: INSEE-tellingen).